# Општина Тројанул (Телеорман)
Тројанул (рум. Troianul) општина је у Румунији у округу Телеорман.
Oпштина се налази на надморској висини од 97 m.